# Richard Shepherd Software
Richard Shepherd Software era una software house britannica attiva tra il 1982 e il 1984. La compagnia era conosciuta per le sue avventure testuali, in particolare Urban Upstart. Queste erano programmate da Richard Shepherd in persona e Pete Cooke. La utility finanziaria di Richard Shepherd, Cash Controller, fu il primo programma per Spectrum progettato per essere compatibile con lo ZX Microdrive.

## Lista di pubblicazioni
- Cash Controller (1983)
- Devils of the Deep (1983)
- Everest Ascent (1983)
- The Inferno (1984)
- Invincible Island (1983)
- Jackpot Fruit Machine (1982)
- Monster Mine (1982)
- Shaken but not Stirred (1982)
- Ship of the Line (1982)
- Ski Star 2000 (1985)
- Submarine Attack (1982)
- Super Space Mission (1982)
- Super Spy (1982)
- Transylvanian Tower (1982)
- Upper Gumtree (1984)
- Urban Upstart (1983)